# Рыбинский переулок
Ры́бинский переу́лок (до 25 марта 1986 года — Второ́й Ры́бинский переу́лок, до 1951 года — Второ́й Огоро́дный переу́лок) — переулок, расположенный в Восточном административном округе города Москвы на территории района Сокольники.

## История
Переулок получил современное название по протекавшей поблизости реке Рыбинке, до 25 марта 1986 года назывался Второ́й Ры́бинский переу́лок, 1951 года — Второ́й Огоро́дный переу́лок по огородам, находившимся в XIX веке в пойме реки Рыбинки.

## Расположение
Рыбинский переулок проходит от 3-й Рыбинской улицы на северо-восток до улицы Шумкина, за которой продолжается как Старослободский переулок.

## Примечательные здания и сооружения
По нечётной стороне:
По чётной стороне:

## Транспорт

### Наземный транспорт
По Рыбинскому переулку не проходят маршруты наземного общественного транспорта. Севернее переулка, на улице Сокольнический Вал, расположена остановка «Улица Шумкина» автобусов № 40, 122, 140, 265, 783, западнее, на 3-й Рыбинской улице, — остановка «Фабрика „Буревестник“» автобусов № 40, 122, 783.

### Метро
- Станция метро «Сокольники» Сокольнической линии и «Сокольники» Большой кольцевой линии (соединены переходом) — восточнее переулка, на Сокольнической площади.